# Movie 43
Movie 43 – amerykańska komedia z szeroką obsadą i mająca wielu reżyserów, która swoją światową premierę miała w 2013 roku. Na całą komedię składa się 11 krótkometrażowych filmów z różną fabułą. Jedynym spoiwem fabuły są nastolatkowie oglądający te filmy w internecie, w celu znalezienia zakazanego filmu „Movie 43”. Premiera w Polsce odbyła się 8 lutego 2013 roku.
Pierwszy trailer filmu ukazał się 3 października 2012 roku.
Film zebrał wysoce negatywne recenzje krytyków oraz zdobył sześć nominacji do Złotych Malin i trzy nagrody (za najgorszy film, za najgorszy scenariusz i dla najgorszego reżysera).

## Obsada
- Halle Berry – Emily (segment True or Dare)
- Elizabeth Banks – Amy (segment Beezel)
- Kristen Bell – Fałszywa Supergirl (segment Super Hero Speed Dating)
- Jimmy Bennett – Nathan (segment Middleschool Date)
- Leslie Bibb – Fałszywa Wonder Woman (segment Super Hero Speed Dating)
- Kate Bosworth – Arlene (segment iBabe)
- Gerard Butler – Leprekaun (segment Happy Birthday)
- Bobby Cannavale – Fałszywy Superman (segment Super Hero Speed Dating)
- Kieran Culkin – Neil (segment Veronica)
- Josh Duhamel – Anson (segment Beezel)
- Anna Faris – Vannesa (segment The Proposition)
- Richard Gere – Szef (segment iBabe)
- John Hodgman – Fałszywy Pingwin (segment Super Hero Speed Dating)
- Terrence Howard – Trener Jackson (segment Victory's Glory)
- Hugh Jackman – Davis (segment The Catch)
- Johnny Knoxville – Pete (segment Happy Birthdat)
- Martin Klebba – Zabójca Chaun
- Christina Linhardt – Klaun na przyjęciu (segment Beezel)
- Beth Littleford – Pani Cutler
- Justin Long – Fałszywy Robin (segment Super Hero Speed Dating)
- Aasif Mandvi – Robert (segment iBabe)
- Jack McBrayer – Brian (segment iBabe)
- Stephen Merchant – Donald (segment True or Dare)
- Christopher Mintz-Plasse – Mikey (segment Middleschool Date)
- Chloë Grace Moretz – Amanda (segment Middleschool Date)
- Chris Pratt – Jason (segment The Proposition)
- Liev Schreiber – Robert (segment Homeschooled)
- Seann William Scott – Brian (segment Happy Birthday)
- Tony Shalhoub – ojciec uprowadzonej dziewczyny
- Emma Stone – Veronica (segment Veronica)
- Jason Sudeikis – Fałszywy Batman (segment Super Hero Speed Dating)
- Uma Thurman – Fałszywa Lois Lane (segment Super Hero Speed Dating)
- Matt Walsh – Ojciec Amandy (segment Middleschool Date)
- Patrick Warburton – Ojciec Nathana i Mikeya (segment Middleschool Date)
- Naomi Watts – Samantha (segment Homeschooled)
- Jeremy Allen White – Kevin (segment Homeschooled)
- Kate Winslet – Beth (segment The Catch)